# Balki (Kurgan)
|  | Per a altres significats, vegeu «Balki». |

Balki (en rus: Балки) és un poble (un possiólok) de l'óblast de Kurgan, a Rússia, que en el cens del 2010 tenia 445 habitants. Pertany al districte de Ketovo i llur distància a la capital de districte és de sis quilòmetres cap al sud.